# Солоницівська селищна територіальна громада
Солоницівська селищна громада — територіальна громада в Україні, в Харківському районі Харківської області. Адміністративний центр — селище Солоницівка.
Площа громади — 246,4 км2, населення громади — 35 522 осіб (2020).
Утворена 12 червня 2020 року шляхом об'єднання Солоницівської, Вільшанської і Пересічанської селищних рад та Полівської, Протопопівської сільських рад Дергачівського району Харківської області. Перші вибори селищної ради та селищного голови Солоницівської селищної громади відбулися 25 жовтня 2020 року.

## Населені пункти
До складу громади входять 7 селищ (Солоницівка, Березівське, Вільшани, Григорівка, Курортне, Пересічне, Південне) та 11 сіл (Безруків, В'язове, Гуківка, Дворічний Кут, Куряжанка, Подвірки, Польова, Протопопівка, Сіряки, Тернова, Ярошівка).